# Les Aventuriers des mers du Sud
Les Aventuriers des mers du Sud est un téléfilm français en deux parties réalisé par Daniel Vigne en 2006.

## Synopsis
1re partie : Le falé Stevenson
En 1888, Robert Louis Stevenson, gravement malade des poumons, s'installe avec sa femme Fanny dans l'archipel des Samoa où ils vivent en harmonie avec les autochtones. Autour d'eux la révolte gronde entre une firme allemande qui veut s'emparer du marché de la noix de coco, le gouvernement colonial qui attise les braises entre un roi fantoche et le roi légitime Mataafa. Stevenson accepter d'organiser une rencontre entre les différents partis.
2e partie : La route de la gratitude
Après l'arrivée de sa mère, Stevenson est accusé de diffamation pour des articles dénonçant les autorités coloniales. Des rumeurs lui parviennent sur son éventuelle expulsion des Samoas. A la dernière minute il est sauvé par le témoignage de l'ex-fiancée de son beau-fils. A Upolu, la guerre est sur le point d'éclater.

## Fiche technique
- Réalisateur : Daniel Vigne
- Scénario et dialogues : Jean-Claude Baillon, Jean-François Goyet, Michel Le Bris et Daniel Vigne
- Musique : Michel Portal
- Date de diffusion : 14 avril 2006  (1re partie) et 21 avril 2006  (2e partie) sure Arte
- Durée : 86 min + 101 minutes.

## Distribution
- Stéphane Freiss : Robert Louis Stevenson
- Jane Birkin : Fanny Stevenson
- Geraldine Chaplin : Maggie
- Karine Belly : Lady Jersey
- Stéphane Medez:  Lloyd
- John Potini : Lafaele
- Maria Teresa Carrasco : Belle
- Emmanuel Galvàn : Austin
- Pablo Guevera : Joe
- Jim Viviere : Mataafa
- Roger Fuaaletoelau : Tamasese